# Chasseguey
Chasseguey est une ancienne commune française, située dans le département de la Manche en région Normandie, peuplée de 81 habitants, devenue le 1er janvier 2017 une commune déléguée au sein de la commune nouvelle de Juvigny les Vallées.

## Géographie
La commune est en Avranchin, à l'ouest du Mortainais. Son bourg est à 9 km au nord de Saint-Hilaire-du-Harcouët, à 12 km à l'ouest de Mortain, à 15 km au sud-est de Brécey et à 23 km à l'est d'Avranches.
Couvrant 306 hectares, le territoire de Chasseguey est le moins étendu du canton de Juvigny-le-Tertre.
| Reffuveille   | Le Mesnil-Rainfray | Le Mesnil-Rainfray     |
| Le Mesnillard | Chasseguey         | La Bazoge              |
| Le Mesnillard | Le Mesnillard      | La Bazoge, Chèvreville |

## Toponymie
Le nom de la localité est attesté sous les formes Chacegne vers 1210 et en 1238, Chacogne vers 1210, Chacegney 1348, Chacegney et Chaceguey en 1369 et 1370, Chaceguey en 1371 et 1372, Chassegne en 1394, Chassegney en 1398, ecclesia de Chaceguey en 1412, ecclesia de Chasseguey vers 1480, Passegay en 1631 et en 1635, Chassegay entre 1612 et 1636, Chaceguey en 1677.
Selon René Lepelley, le toponyme est issu de l'anthroponyme roman Cassinius.
Le gentilé est Chasseguéen.

## Histoire
En 1204, Allain de Chasseguey rend hommage à Philippe Auguste pour ses terres situées dans le comté de Mortain. En 1238, il fera également des dons au prieuré de Moutons et à l'abbaye de Savigny.
Au XVe siècle, c'est Gilles de Carbonel, chevalier, qui est seigneur de Chasseguey, capitaine de Vire, conseiller et chambellan du roi. Sa dalle funéraire avec son effigie visible dans l'église a été classée au titre objet aux monuments historiques en 1908. Elle a aussi été attribuée à Jean d'Argouges, chevalier, défenseur du Mont-Saint-Michel.
En 1637, Chasseguey fut représenté au synode d'Alençon par Luc Pouquet, pasteur protestant à Chasseguey qui posséda un prêche uni à celui de Fontenay.

## Politique et administration

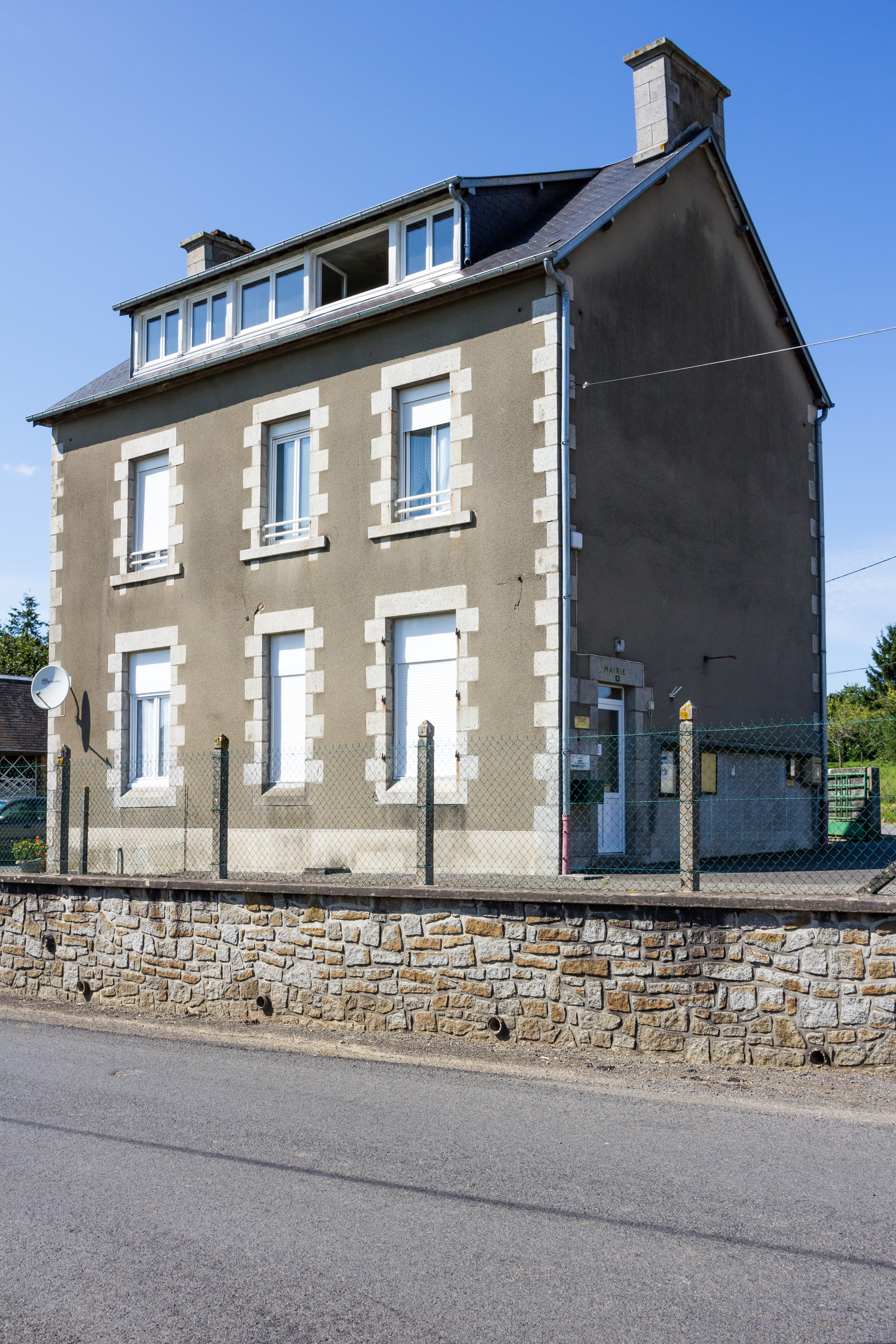
La mairie annexe.

### Liste des maires
| Période                                  | Période       | Identité                 | Étiquette | Qualité                                             |
| ---------------------------------------- | ------------- | ------------------------ | --------- | --------------------------------------------------- |
| Les données manquantes sont à compléter. |               |                          |           |                                                     |
| 1835                                     | 1842          | François-Anne Boiton     |           |                                                     |
| 1843                                     | 1854          | Charles de Verdun        |           | Châtelain de Chasseguey Conseiller d'arrondissement |
| 1854                                     | 1909          | Marquis Edmond de Verdun |           | Châtelain de Chasseguey, fils du précédent          |
| 1909                                     |               | Pierre Touroult          |           |                                                     |
| 1926                                     | 1946          | Jules Leprovost          |           |                                                     |
| juin 1995                                | mars 2008     | Gustave Pigeon           | SE        | Magasinier                                          |
| mars 2008                                | décembre 2016 | Monique Cherbonnel       | SE        | Directrice d'EHPAD                                  |

Le conseil municipal est composé de sept membres dont le maire et deux adjoints.

## Population et société

### Démographie
L'évolution du nombre d'habitants est connue à travers les recensements de la population effectués dans la commune depuis 1793. À partir du 1er janvier 2009, les populations légales des communes sont publiées annuellement dans le cadre d'un recensement qui repose désormais sur une collecte d'information annuelle, concernant successivement tous les territoires communaux au cours d'une période de cinq ans. 
Pour les communes de moins de 10 000 habitants, une enquête de recensement portant sur toute la population est réalisée tous les cinq ans, les populations légales des années intermédiaires étant quant à elles estimées par interpolation ou extrapolation. Pour la commune, le premier recensement exhaustif entrant dans le cadre du nouveau dispositif a été réalisé en 2005,.
En 2022, la commune comptait 81 habitants, en évolution de −16,49 % par rapport à 2016 (Manche : +0,44 %, France hors Mayotte : +2,49 %).
Chasseguey a compté jusqu'à 262 habitants en 1856. Elle est la commune la moins peuplée du canton de Juvigny-le-Tertre.
| 1793 | 1800 | 1806 | 1821 | 1831 | 1836 | 1841 | 1846 | 1851 |
| ---- | ---- | ---- | ---- | ---- | ---- | ---- | ---- | ---- |
| 230  | 186  | 186  | 235  | 216  | 248  | 248  | 256  | 246  |

| 1856 | 1861 | 1866 | 1872 | 1876 | 1881 | 1886 | 1891 | 1896 |
| ---- | ---- | ---- | ---- | ---- | ---- | ---- | ---- | ---- |
| 262  | 230  | 211  | 217  | 217  | 210  | 191  | 176  | 166  |

| 1901 | 1906 | 1911 | 1921 | 1926 | 1931 | 1936 | 1946 | 1954 |
| ---- | ---- | ---- | ---- | ---- | ---- | ---- | ---- | ---- |
| 165  | 166  | 186  | 162  | 170  | 178  | 162  | 160  | 170  |

| 1962 | 1968 | 1975 | 1982 | 1990 | 1999 | 2005 | 2010 | 2015 |
| ---- | ---- | ---- | ---- | ---- | ---- | ---- | ---- | ---- |
| 183  | 139  | 114  | 121  | 104  | 87   | 79   | 77   | 94   |

| 2018 | - | - | - | - | - | - | - | - |
| ---- | - | - | - | - | - | - | - | - |
| 83   | - | - | - | - | - | - | - | - |

## Culture locale et patrimoine

### Lieux et monuments
- Église Saint-Jean-Baptiste ((1586) refaite au XVIIIe siècle). Elle abrite une dalle funéraire du XVe classée au titre objet aux monuments historiques[15], un maître-autel à retable (XIXe), les statues de saint Nicolas et saint Jean-Baptiste (XIXe), les tableaux (XIXe) de saint Michel combattant le démon et saint François d'Assise avec Vierge à l'Enfant[14].
- Château du XIXe siècle, possession de la famille de Verdun [14].
- Vestiges du Vieux château (XIVe – XVIIIe siècles), détruit par un incendie causé par la foudre[14], à proximité du château du XIXe siècle.
- Ancien moulin à eau dit moulin de Chasseguey[14].
- Croix de chemin dite Croix Sauvé et croix de cimetière (1648).
- Maisons anciennes dont certaines du XVe siècle.

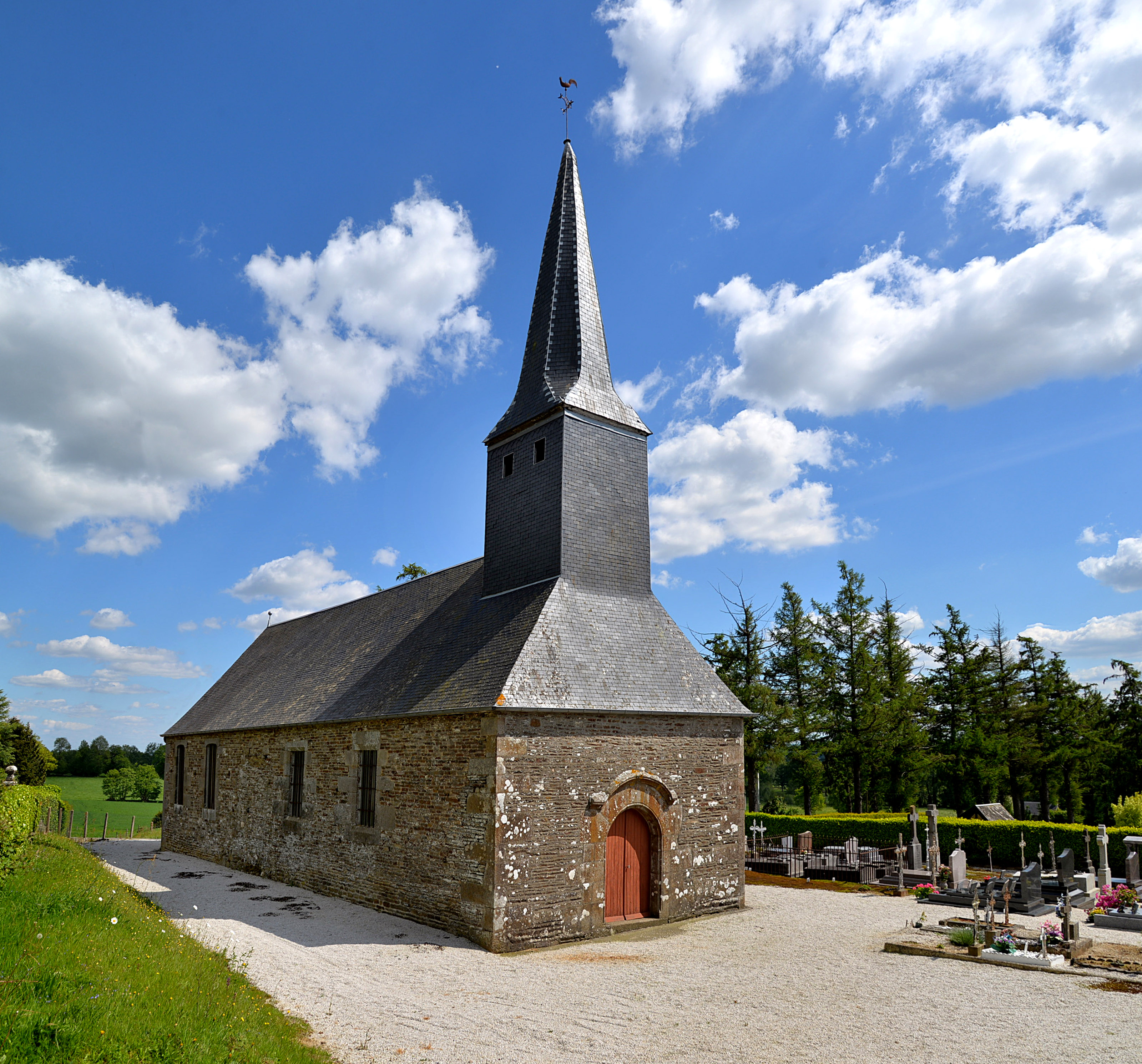
L’église Saint-Jean-Baptiste.
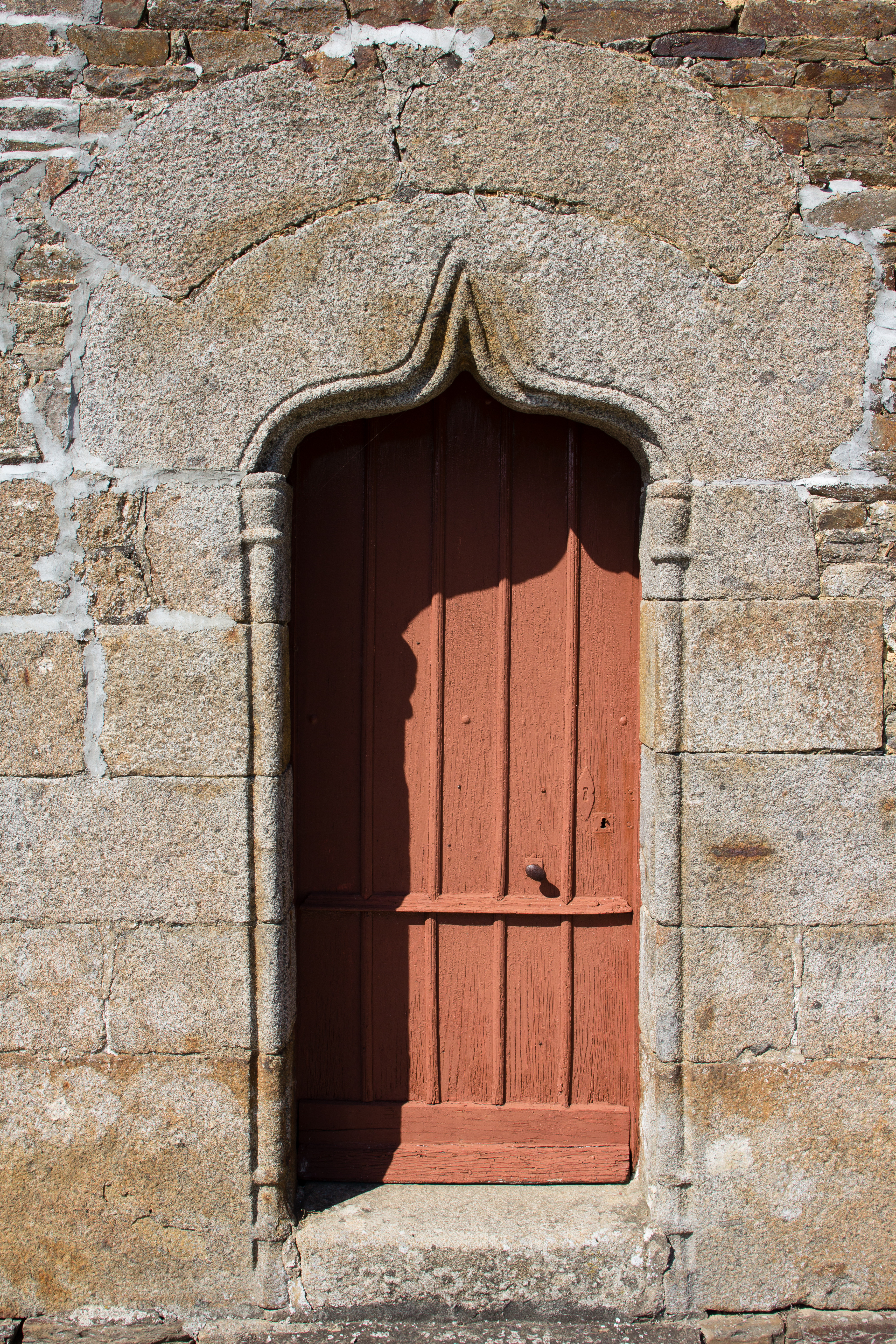
Porte latérale renaissance de l’église Saint-Jean-Baptiste.